# مزيك
مزيك هي قرية في مقاطعة نائين، إيران. يقدر عدد سكانها بـ 14 نسمة بحسب إحصاء 2016.